# Editura Cartea Românească

Acțiune emisă în 1945 de societatea pe acțiuni Cartea Românească

Editura Cartea Românească este una din editurile românești, fiind simultan cea mai veche casă editorială din România, fondată în 1919.

## Istoric
CARTEA ROMÂNEASCĂ, cea mai prestigioasă și mai veche editură românească, a fost înființată în anul 1919 prin fuziunea mai multor edituri și tipografii: Tipografia lui C.I. Rasidescu (urmasă a vechii tipografii a lui C.A. Rosetti), Librăria&Editura „Ioanițiu și fiii” din 1858, „Librăria Școalelor” din 1891 și Institutul „Minerva” din 1898, la inițiativa rectorului Universității București Ion Athanasiu și a profesorului universitar Ion Th. Simionescu, fost rector al Universității din Iași, tatăl celebrei Sanda Marin. Inițiatorii editurii, și-au propus „crearea unui institut de editură cu scopul tipăririi unei biblioteci ieftine cu conținut literar, dar mai ales științific pentru răspândirea culturii”.
În anul 1948 CARTEA ROMÂNEASCĂ este desființată de regimul comunist. Este reînființată în anul 1970 ca editură a Uniunii Scriitorilor din România, sub conducerea scriitorului Marin Preda, având ca scop promovarea scrisului românesc prin publicarea scriitorilor români consacrați și promovarea tinerilor autori. După moartea lui Marin Preda în 1980 pana la inceputul anului 1990, editura a fost condusă  de scriitorul George Bălăiță. În perioada pre-decembrista, Editura a dominat piața culturală românească, publicând peste 5.000 de titluri, într-un tiraj total de peste 10 milioane de exemplare. Din colectivul de redacție au făcut parte Mihai Gafița, Alexandru Paleologu, Georgeta Dimisianu, Alexandru Ivasiuc, Mircea Ciobanu, Magdalena Bedrosian, Florin Mugur, Sorin Mărculescu, Cornel Popescu.
Sediul Editurii Cartea Românească din Calea Victoriei, vis-a-vis de Cercul Militar Central a fost distrus în bombardamentul american din aprilie 44. Aici a fost construit fostul bloc Romarta Copiilor , în anii ´60, actuala agenție BRD ... La parter era deschisă Librăria Cartea Românească.(în imagine, sediul este în partea stângă)
După 1990, Editura a fost condusă succesiv de către criticul și istoricul literar Magdalena Popescu-Bedrosian (1990-1996) și de criticul literar Dan Cristea(1996-2005).
La 1 iunie 2005 administrarea editurii a fost preluată de Editura Polirom, prin hotărârea Comitetului Director al U.S.R. sub președinția lui Eugen Uricaru, politica editorială fiind asigurată de către un Consiliu Director format din Nicolae Manolescu, Mircea Mihăieș (din partea U.S.R.) și Silviu Lupescu (director al Editurii Polirom). Editura continuă politica inițiată în 1980 de Marin Preda, de promovare a scrisului românesc. Între 2005 și 2016, având ca redactor-șef pe Mădălina Ghiu, Cartea Românească-Polirom publică 294 de autori, 452 de volume, în jur de 60 de debuturi.
De la 1 ianuarie 2017, CARTEA ROMÂNEASCĂ a funcționat sub administrarea Editurii Paralela 45, prin hotărârea din 22.09.2016 a Comitetului Director al U.S.R. sub președinția lui Nicolae Manolescu, iar din 1 octombrie  2017, se află sub administrarea Editurii Cartea Românească Educațional (prin hotărârea din 13.09.2017 a  Comitetului Director al U.S.R), politica editorială fiind asigurată de către un Consiliu Director format din Nicolae Manolescu, Răzvan Voncu (din partea U.S.R.) și Călin Vlasie  Este continuată linia editorială inițiată de Marin Preda în 1970, adăugându-se, la propunerea lui Călin Vlasie, dezideratul inițial împărtășit de fondatorii editurii, acela de a tipări cărți ieftine cu conținut literar, științific și educațional, ale autorilor români și străini, cărți care să contribuie atât la propagarea culturii și educației, dar și la stimularea lecturii în rândul tinerilor.
În afara concursului de debut inițiat de editură, pentru toate genurile literare, a fost inițiat proiectul național „Cartea Românească – Carte de învățătură ” în parteneriat cu Ministerul Educației Naționale și Cercetării Științifice, proiect ce se desfășoară în toate școlile din România și care și-a propus stimularea interesului pentru literatura națională și universală prin lectură și creație.
„Cultură prin continuitate!” – acesta este sloganul Editurii CARTEA ROMÂNEASCĂ de la 1 ianuarie 2017.

## Colecții

Panou care indică intrarea

- Mari scriitori români